# Gare d'Izel
La gare d’Izel est une ancienne gare ferroviaire belge de la ligne 165, d’Athus à Libramont, située à proximité d’Izel, ancienne commune rattachée à celle de Chiny, dans la province de Luxembourg, en Région wallonne.
Mise en service en 1880, elle ferme en 1984.

## Situation ferroviaire
Établie à 361 m d’altitude, la gare d’Izel était établie au point kilométrique (PK) 44,2 de la ligne 165, d’Athus à Bertrix et Libramont, entre les points d’arrêt de Jamoigne et de Pin. Elle constitue le point culminant de la section entre Virton et Florenville.

## Histoire
La station d’Izel est mise en service le 20 décembre 1880 par l’Administration des chemins de fer de l’État belge lorsqu’elle ouvre à l’exploitation la section Florenville - Bertrix - Gedinne du chemin de fer d’Athus à la Meuse (actuelles lignes 165 et 166).
Comme les autres gares de l’Athus-Meuse datant d’avant 1895, le bâtiment des recettes correspond au plan type 1873 des Chemins de fer de l’État belge avec deux voies à quai, dont une voie de croisement. Une halle à marchandises, une cour pavée et une voie de garage complètent les installations.
À la suite du Plan IC-IR la SNCB ferme la gare d’Izel aux voyageurs le 3 juin 1984 et aux marchandises à la même époque. Le bâtiment voyageurs est revendu à un particulier pour servir d’habitation, la halle aux marchandises servant d’entrepôt.